# ATOH1
ATOH1 (англ. Atonal bHLH transcription factor 1) – білок, який кодується однойменним геном, розташованим у людей на короткому плечі 4-ї хромосоми.  Довжина поліпептидного ланцюга білка становить 354 амінокислот, а молекулярна маса — 38 160.
| 10         |  | 20         |  | 30         |  | 40         |  | 50         |
| ---------- |  | ---------- |  | ---------- |  | ---------- |  | ---------- |
| MSRLLHAEEW |  | AEVKELGDHH |  | RQPQPHHLPQ |  | PPPPPQPPAT |  | LQAREHPVYP |
| PELSLLDSTD |  | PRAWLAPTLQ |  | GICTARAAQY |  | LLHSPELGAS |  | EAAAPRDEVD |
| GRGELVRRSS |  | GGASSSKSPG |  | PVKVREQLCK |  | LKGGVVVDEL |  | GCSRQRAPSS |
| KQVNGVQKQR |  | RLAANARERR |  | RMHGLNHAFD |  | QLRNVIPSFN |  | NDKKLSKYET |
| LQMAQIYINA |  | LSELLQTPSG |  | GEQPPPPPAS |  | CKSDHHHLRT |  | AASYEGGAGN |
| ATAAGAQQAS |  | GGSQRPTPPG |  | SCRTRFSAPA |  | SAGGYSVQLD |  | ALHFSTFEDS |
| ALTAMMAQKN |  | LSPSLPGSIL |  | QPVQEENSKT |  | SPRSHRSDGE |  | FSPHSHYSDS |
| DEAS       |  |            |  |            |  |            |  |            |

A: Аланін

C: Цистеїн

D: Аспарагінова кислота

E: Глутамінова кислота

F: Фенілаланін

G: Гліцин

H: Гістидин

I: Ізолейцин

K: Лізин

L: Лейцин

M: Метіонін

N: Аспарагін

P: Пролін

Q: Глутамін

R: Аргінін

S: Серин

T: Треонін

V: Валін

W: Триптофан

Кодований геном білок за функціями належить до активаторів, білків розвитку. 
Задіяний у таких біологічних процесах як транскрипція, регуляція транскрипції, диференціація, нейрогенез, поліморфізм. 
Білок має сайт для зв'язування з ДНК. 
Локалізований у ядрі.